# Penicillium rasile
Penicillium rasile är en svampart som beskrevs av Pitt 1980. Penicillium rasile ingår i släktet Penicillium och familjen Trichocomaceae.   Inga underarter finns listade i Catalogue of Life.